# 富山県医師会
公益社団法人富山県医師会（こうえきしゃだんほうじんとやまけんいしかい、英称 Toyama Medical Association）は、富山県知事所管の富山県の医師を会員とする公益法人。

## 本部所在地
〒939-8214 富山県富山市黒崎33

## 地区医師会
- 下新川郡医師会

〒938-0005 黒部市吉田599-2
- 魚津市医師会

〒937-0866 魚津市本町1-4-27 医師会館内
- 滑川市医師会

〒936-0056 滑川市田中新町130-5 医師会館内
- 中新川郡医師会

〒930-0353 中新川郡上市町法音寺1 池田内科医院内	
- 富山市医師会

〒939-8087 富山市大泉町2-11-20	
- 射水市医師会

〒939-0351 射水市戸破1032-3	
- 高岡市医師会

〒933-0816 高岡市二塚335-1
- 氷見市医師会

〒935-0023 氷見市朝日丘2-32 氷見市農業会館内	
- 砺波医師会

〒939-1386 砺波市幸町6-4	
- 南砺市医師会

〒939-1732 南砺市荒木1550 南砺市福光庁舎別館4階		
- 小矢部市医師会

〒932-0027 小矢部市法楽寺1800-1